# Fischa
Fischa folyó Ausztriában. 
Két patakként ered Alsó-Ausztriában, az egyik Fischaunál, Bécsújhelytől nyugatra ered és a Lajtába folyik, a másik patak, a Fischa-Dagnitz a Steinfelden ered, felveszi a Piestinget és 38 km hosszú folyás után Fischamendnél a Dunába torkollik.

## Települések a folyó mentén
- Haschendorf
- Siegersdorf,
- Pottendorf,
- Weigelsdorf,
- Unterwaltersdorf,
- Schranawand,
- Mitterndorf an der Fischa,
- Neu-Reisenberg (Piestingmündung),
- Gramatneusiedl,
- Ebergassing,
- Wienerherberg,
- Schwadorf,
- Enzersdorf an der Fischa,
- Klein-Neusiedl,
- Fischamend